# トマス・アンシュッツ
トマス・ポロック・アンシュッツ（Thomas Pollock Anshutz、1851年10月5日 - 1912年6月16日）はアメリカ合衆国の画家である。

## 略歴
ケンタッキー州ニューポートに生まれた。ニューポートやウェストバージニア州のホイーリングで育った。1870年代の初めにニューヨークのナショナル・アカデミー・オブ・デザインでウィルマース(Lemuel Wilmarth)に学んだ後、1875年からフィラデルフィアに移った。1876年からペンシルベニア美術アカデミーで教え始めたトマス・エイキンズの学生となり、1878年にエイキンズの助手となり、エイキンズが絵画科の教授となった後、教官(Chief Demonstrator)を務めた。1880年に代表作の一つ『鉄工所労働者の昼休み』("The Ironworker's Noontime")を完成させた。これまで描かれることの無かった工業労働者を描いたという点で画期的な作品であった。1885年にエイキンズが、女性学生のいるクラスで男性ヌードモデルを描かせたという問題で、アカデミーを解雇される事件が起きた時、アンシュッツはエイキンズのやり方に反対する立場をとった。エイキンズが解雇された後、アンシュッツが後任の教授となった。
1892年に結婚し、妻とパリに滞在し、アカデミー・ジュリアンの授業にも参加した。1893年にフィラデルフィアに戻り、ペンシルベニア美術アカデミーの教授として多くの画家を育てた。アンシュッツに学んだ学生にはエリザベス・スパーホーク＝ジョーンズ、ジョージ・ラクス、チャールズ・デムス、ジョン・スローン、チャールズ・シーラー、エヴァレット・シン、ジョン・マリン、ウィリアム・グラッケンズ、ロバート・ヘンライらがいる。
休暇は自然の豊かなニュージャージー州ケープメイのホーリービーチ(Holly Beach)で過ごし、水彩画も描き、ホリービーチからデラウェア川やモーリス川の流域を旅し、絵を描くために参考にする写真を撮影した。1898年から同僚の画家ヒュー・ヘンリー・ブレッケンリッジとフィラデルフィアに近い、ダービーで戸外の夏季美術学校を開き教えた。
1910年にナショナル・アカデミー・オブ・デザインの准会員に選ばれた。

## 作品

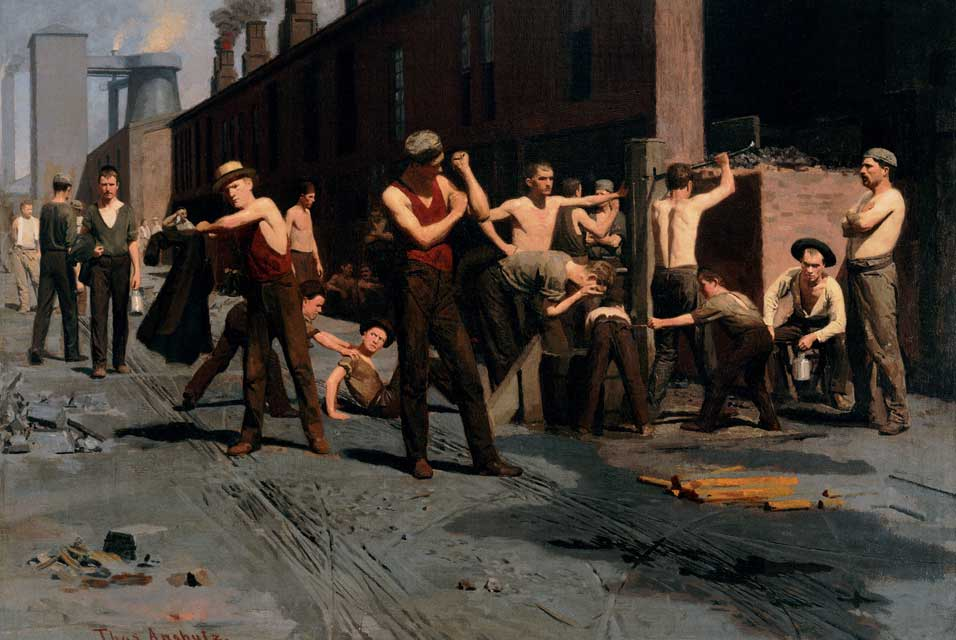
"The Ironworker's Noontime" (1880)
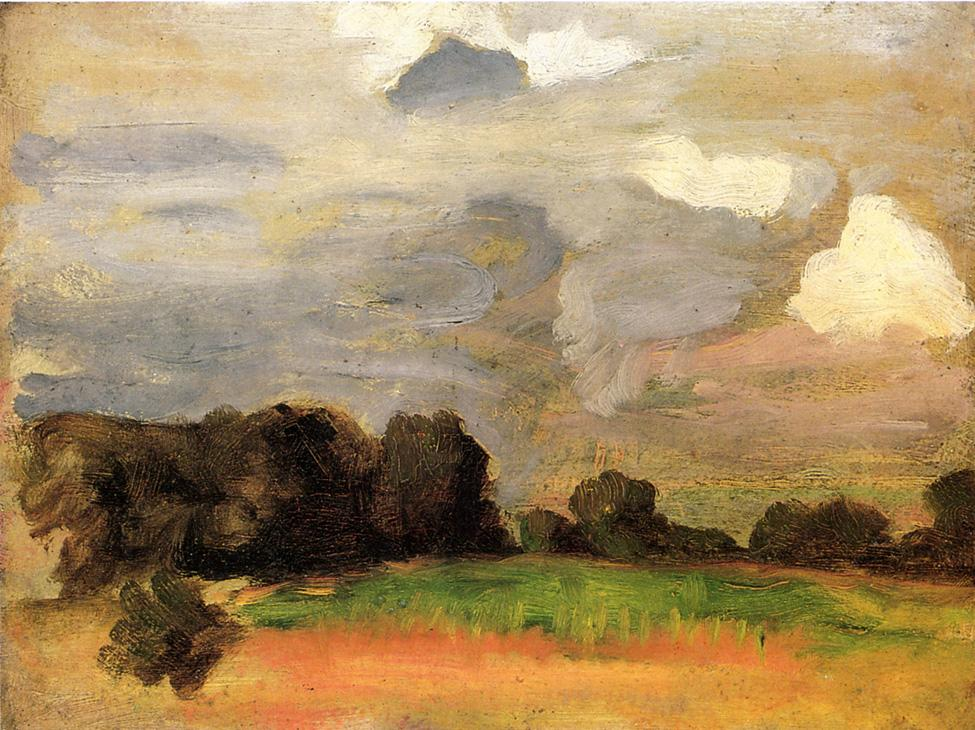
"landscape with grey sky" (c.1900)
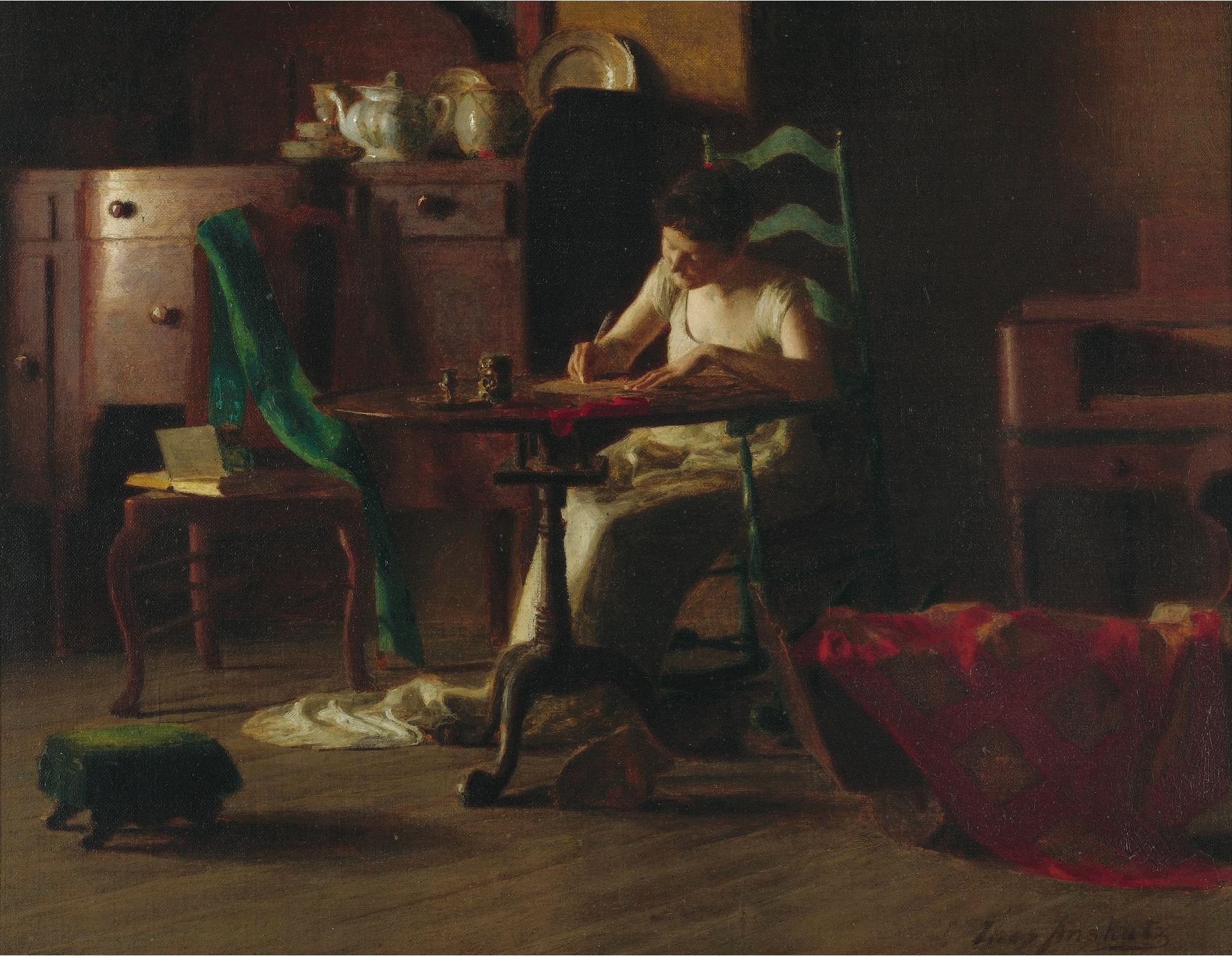
"Woman writting on a table"(c.1905)

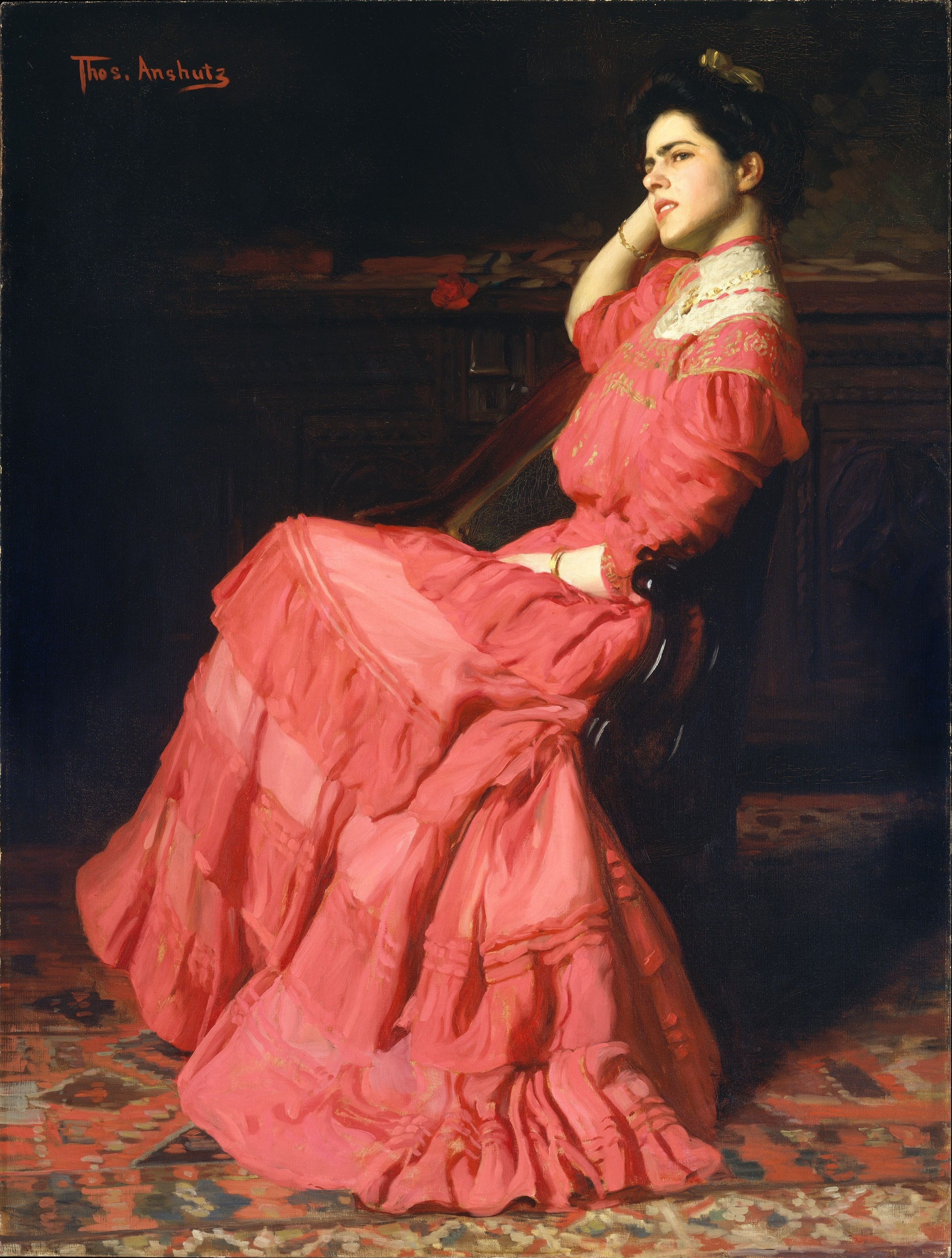
"A Rose" (1907)
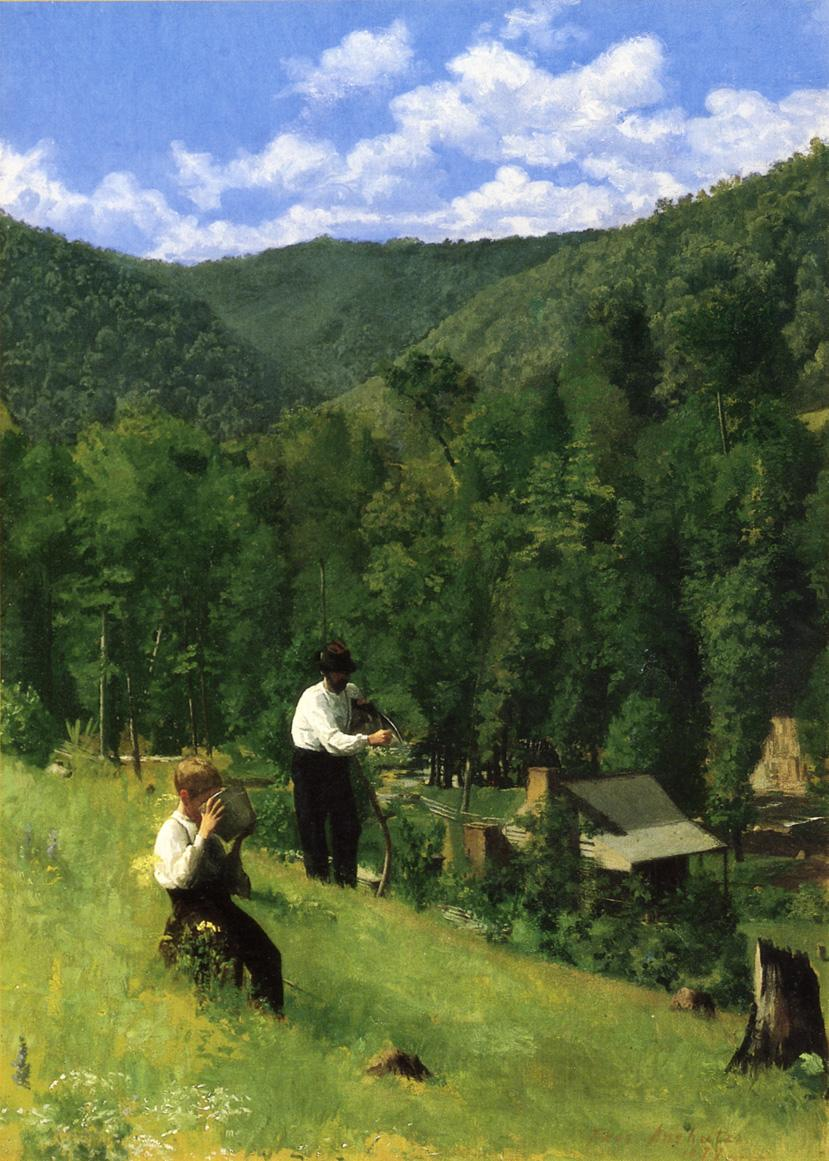
"he Farmer and His Son at Harvesting" (1879)
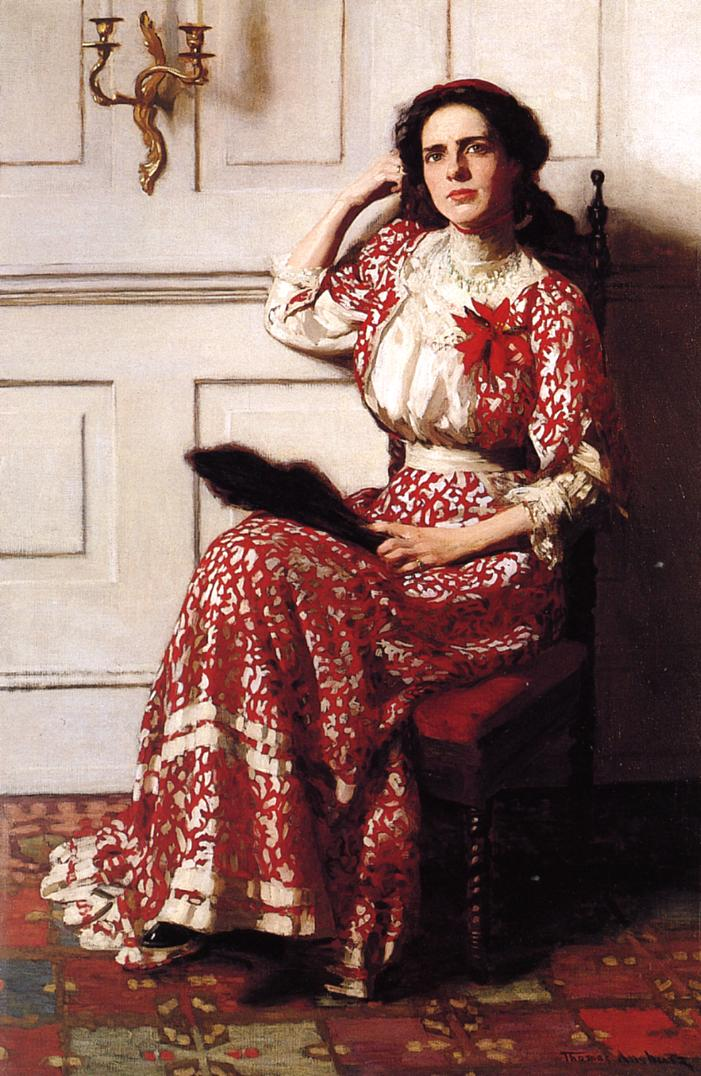
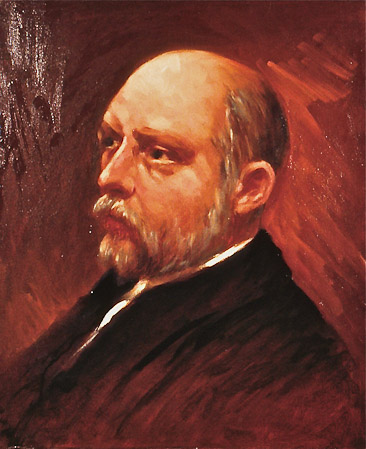
T.S.サリヴァント(漫画家)